# Жварулє
Жварулє (словен. Žvarulje) — поселення в общині Загорє-об-Саві, Засавський регіон, Словенія. Висота над рівнем моря: 497,5 м.